# Fernando de la Roza
Fernando de la Roza (o de la Rosa) fue un acaudalado e influyente comerciante de la ciudad de San Juan durante las últimas décadas del virreinato del Río de la Plata y los primeros años de las Provincias Unidas del Río de la Plata.

## Biografía
Miembro del Cabildo de San Juan, desempeñó el cargo de alcalde ordinario en los años 1773, 1779, 1780, 1799 y 1813.
En 1810 fue nombrado subdelegado de la Real Hacienda. Producida la revolución de Mayo de 1810, de la Roza fue uno de los vecinos que asistió al Cabildo local en las reuniones efectuadas los días 7, 9 y 10 de julio a los efectos de tratar el reconocimiento de la primera Junta de gobierno patrio constituida en la ciudad de Buenos Aires y votar el representante ante la misma.
Contrajo matrimonio con Andrea Thorres (o Torres), perteneciente a una distinguida familia de la provincia, con quien tuvo un hijo, el futuro teniente gobernador José Ignacio de la Roza, uno de los principales colaboradores de la formación del Ejército de los Andes que liberaría Chile al mando del general José de San Martín y varias hijas, entre ellas las patricias Félix de la Roza y Juana de la Roza.